# コンビキッズパティオ
コンビキッズパティオ(英:Combi Kids Patio)は、2005年1月にエイブルコーポレーションから発売された幼児用設備。アミューズメント施設やデパート、ショッピングモールなどでよく見られる「子供の遊び場」の原型である。2006年7月より製造元のコンビウィズが販売を担当。

## 概要
21世紀に入り、アミューズメント業界全体が子供達に人気の高いキャラクターに特化した環境を整えたり、キャラクターを用いた各種イベントを展開するなどファミリー客の獲得に力を入れる中、「赤ちゃんから2、3歳までの幼児が安心して遊べる設備」が無い点に着目し、2004年7月にエイブルコーポレーションが子供の遊び場としての幼児用設備の開発をコンビ社に依頼。同年9月に完成すると、その月に行われた第42回アミューズメントマシンショーにも出展された。2005年1月の発売直後には「PIA ムシキングスタジアム」など多数のアミューズメント施設で採用され、現在の室内における「子供の遊び場」が形成される始まりとなった。

## システム
形や大きさ、レイアウト方式をオペレーターが30cm刻みで自由に設定することができる。組み立てには工具を必要としないジョイント金具が採用され、簡単に行うことができる仕組み。また、子供が舐めても人体に害を与えない特殊レザーが使用されたり、ファスナーなどの破片が万が一にも幼児の口に入ることがないよう、金属部には特殊加工したものを採用するなど安全面にも配慮されている。特殊レザーは付着した汚れを製品内部に浸み込ませず、表面上に留める働きをするため、水拭きのみで汚れを取り除くことが可能。その他にも、長期使用による劣化が起きにくいなど強度面も配慮されている。

## 室内遊具
ここでは、同社から同時発売された室内遊具について記述する。
- ファンシーブロック - 柔らかくちぎれにくい材質を使用した積み木型の遊具。形状は三角形、楕円、丸、円柱、円錐など様々で、自由に組み立てることができる。また、誤って口に入れても良いように安全な素材で作られている[1]。
- ソフトマニアルセット - 動物の形をしている遊具。幼児が乗ることができる。幼児のバランス感覚を育てる目的で、乗ると本体が揺れるよう設計されている[1]。